# Empalme (Messico)
Empalme è una municipalità dello stato di Sonora nel Messico settentrionale, il cui capoluogo è la località omonima.
Conta 56.177 abitanti (2010) e ha una estensione di 593,22 km².